# Adolf Behrmann
Adolf Behrmann (* 13. März 1874 in Roman, Rumänien; † 28. April 1934 in Bukarest), beerdigt in Hamburg-Ohlsdorf, war ein rumänisch-deutscher Kunstmaler, Werbegrafiker und Produktdesigner.

## Leben und Werk

Werbung für die Deuta-Werke in der Zeitschrift Echo Continental vom 15. August 1919

Adolf Behrmann wird häufig mit dem polnischen Maler Adolf Behrman verwechselt. Trotz zahlreicher bekannt gewordener Details, die überwiegend auf den Forschungen des Keramikexperten Rolf Hinderk Peters basieren, sind Leben und Werk von Adolf Behrmann nur teilweise bekannt. Seine Schulbildung hat Behrmann wohl in Roman und Bukarest erhalten. Er soll in München, Paris und Bukarest studiert haben. Am 3. Juli 1903 kam er mit seiner Familie nach Berlin. In den Berliner Adressbüchern ist Behrmann bis 1933 verzeichnet.
Als Berufsbezeichnung findet sich dort meist „Kunstmaler“, aber er war auf vielen Gebieten aktiv und entwarf Werbung, Druckschriften, Bucheinbände wie z. B. die Werbung für die  Carosseriewerke AG Schebera, den Automobilhersteller Horch und die Deutsche Tachometerwerke GmbH DEUTA. Zudem entwarf er Designs für Produkte verschiedener Firmen wie Bestecke für WMF und die Sächsische Metallwarenfabrik August Wellner in Aue und für Gebrauchsgegenstände aus Porzellan und Steingut im Stil des Art déco für die Fabriken von  Fraureuth und Max Roesler.
Ab etwa 1905 war Behrmann Mitarbeiter der Feinsteingutfabrik Max Roesler in Rodach, bei Coburg und ab 1913 offiziell künstlerischer Beirat der Firma. Seit 1914 war er Mitglied des Deutschen Werkbundes. Ab 1916 gestaltete er regelmäßig ganzseitige Anzeigen für verschiedene Firmen u. a. in der  Leipziger Illustrierten, der Modezeitschrift Elegante Welt und der Zeitschrift Motor aus dem Braunbeck Verlag. In zwei Inseraten der renommierten Fachzeitschrift Deutsche Kunst und Dekoration bewarb er sich selbst wie folgt:
„Fertigt Entwürfe für Kunstgewerbe und Reklame jeder Art – künstlerischer Beirat vieler bedeutender Werke bzw. Kataloge. Anzeigen. Plakate. Prospekte. Packungen. Eigenartige Entwürfe für Werbekunst und Kunstgewerbe. Künstlerischer Leiter der Rotophot AG Berlin und anderer bedeutender Werke.“
Mit „Werke“ sind hier Fabriken gemeint. 1922 gründete er in Berlin die Firma Qualitas-Werkstätten für kunstgewerbliche Edelerzeugnisse, die von ihm und seinem Schwiegersohn Theodor Otto Jander geleitet wurde und laut Inseraten in der Zeitschrift Innendekoration von 1924 und 1925 „Zeitgemäße Leuchter nach eigenen und gegebenen Entwürfen. Kleinkunstgerät“ herstellte.
Ab 1926 war Behrmann parallel auch in Bukarest tätig. Dort war er künstlerischer Leiter der neugegründeten Zeitschrift Saison – für Mode, Sport, Gesellschaft und Dekorative Kunst und des Propaganda-Ateliers für Kunstmalerei, Grafik, Industriedesign und Reklame. Seit dieser Zeit führte Behrmann auch den Titel „Professor“, was möglicherweise auf eine Lehrtätigkeit in Rumänien schließen lässt.
Zwischen 1905 und 1933 hinterlegte er beim Musterregister des zuständigen Berliner Amtsgerichts Charlottenburg zahlreiche Entwürfe für Schmuck, Geräte, Lampen und Bestecke. Da diese Entwürfe nach Fristablauf ungesehen vernichtet wurden, sind sie heute nicht mehr nachweisbar. Alleine an Besteckentwürfen nannte der Deutsche Reichsanzeiger für 1932 bis 1933 in Summe 52 Stück, insgesamt sind über 80 bekannt. Wie viele davon tatsächlich in Serie produziert wurden, ist unbekannt.

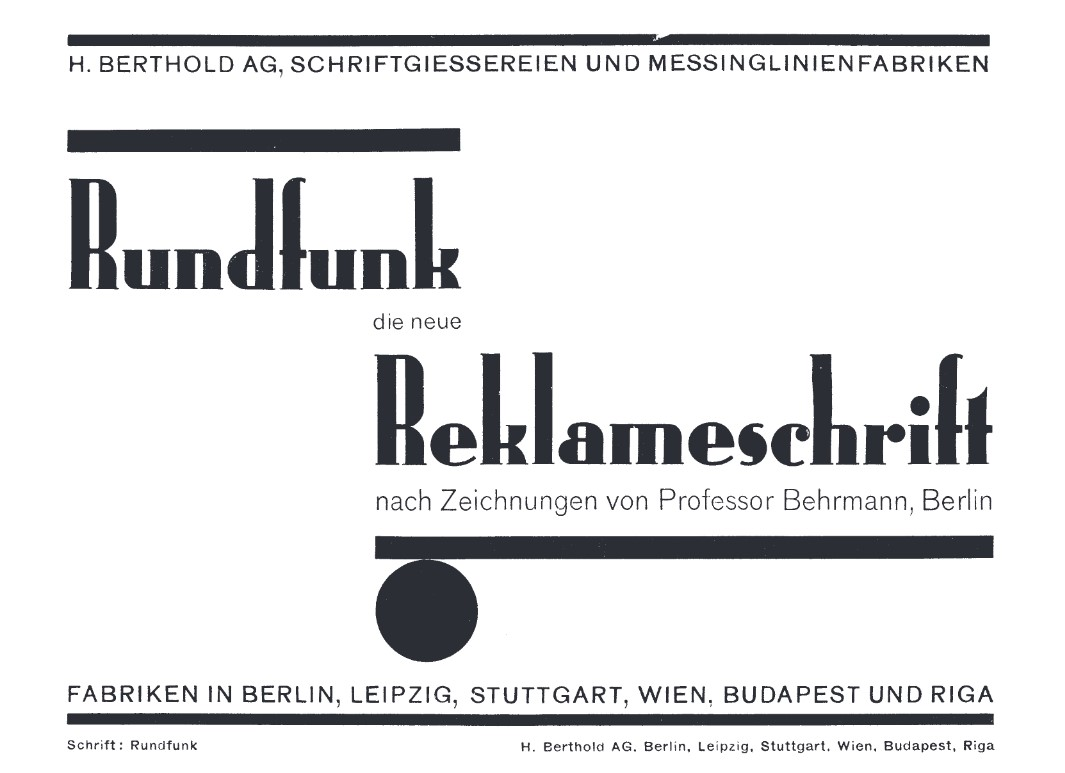
Behrmanns „Rundfunk ... Reklameschrift“ in einer Anzeige der H. Berthold AG, um 1928

Des Weiteren entwickelte Behrmann speziell auf Werbung zugeschnittene Schrifttypen für die Kreuzberger Berthold AG, die damals die weltweit größte Schriftgießerei war. Seine Schriftentwürfe zeichnen sich durch eine sachlich-dekorative Form aus. Zum Teil weisen sie auch eine historisierende Tendenz oder eher verspielte Grundhaltung auf. 1928 veröffentlichte er für die Berthold AG Rundfunk – die Reklameschrift und 1930, ebenfalls für die Berthold AG, Radio – eine neue werbewirksame Schrift.
Woran Adolf Behrmann 1934 im Alter von 60 Jahren in Bukarest verstarb, ist unbekannt. Seine Frau ist 1942 gestorben. Beide wurden in Hamburg beerdigt. Deshalb ist zu vermuten, dass er und seine Frau auch in Hamburg lebten. Im historischen Adressbuch von Hamburg ist 1928 ein Adolf Behrmann verzeichnet, der in der Hamburger Straße 196–198 einen Uhren-, Gold-, Silber- und Alsenidenwaren-Handel betreibt. Im Handbuch des Kunstmarktes von 1926 ist er als „Gebrauchsgrafiker“ in Berlin Eisenacher Straße 23 verzeichnet. Ebenso in Dresslers Kunsthandbuch von 1921.